# Hermann König (Mediziner)
Hermann Paul Alexander König (* 12. April 1925 in Augsburg; † 17. Oktober 2012 ebenda) war ein deutscher Zahnarzt.

## Werdegang
König war nach seiner Approbation im Jahre 1948 und seiner Promotion 1949 in seiner Geburtsstadt Augsburg seit 1951 als Zahnarzt niedergelassen. 1962 wurde er in den Vorstand des Zahnärztlichen Bezirksverbands Schwaben gewählt, dem er bis 1994 angehörte. Von 1962 bis 1977 leitete er die internationalen Fortbildungsseminare der Bundeszahnärztekammer in Meran. Von 1962 bis 1967 war König als ehrenamtlicher Richter am Landesberufsgericht, am Finanzgericht München sowie am Berufsgericht des Oberlandesgerichts München tätig. Er gehörte seit 1969 als Delegierter der Vertreterversammlung der Kassenzahnärztlichen Vereinigung Bayerns (KZVB) und seit 1974 der Vollversammlung der Bayerischen Landeszahnärztekammer (BLZK) an.
1982 war er zunächst Vizepräsident der Bayerischen Landeszahnärztekammer und wurde 1984 zum Vorsitzenden der Bayerischen Landesarbeitsgemeinschaft Zahngesundheit gewählt. Im gleichen Jahr trat er die Nachfolge von Erich Pillwein  als Präsident der Bayerischen Landeszahnärztekammer an. Er blieb bis 1990 im Amt. Ihm folgte Joseph Kastenbauer nach.

## Ehrungen
- 1989: Verdienstkreuz am Bande der Bundesrepublik Deutschland
- 1994 Verdienstmedaille in Gold der Bayerischen Landeszahnärztekammer